# Jang Hyun-soo
Jang Hyun-soo est un footballeur sud-coréen né le 28 septembre 1991. Il évolue au poste de défenseur central à Al-Gharafa SC.

## Biographie
Jang Hyun-soo commence sa carrière professionnelle dans le club japonais du FC Tokyo. Avec cette équipe il participe à la Ligue des champions de l'AFC en 2012.
Il participe à la Coupe du monde des moins de 20 ans 2011 avec la Corée du Sud.